# Robbjänsån
Robbjänsån is een van de (relatief) kleine riviertjes die het Zweedse eiland Gotland rijk is. Het riviertje stroomt van oost naar west en mondt in Klintehamn uit in de Oostzee. De rivier is in Klintehamn slechts een meter diep en heeft daar een modderige ondergrond. In 2008 kwam een dronken man bijna om omdat hij in de rivier was beland en werd vastgezogen door de modder. Net als veel andere rivieren dankt het haar naam aan een plaatselijk bekendstaande boerderij Robbjäns. Men probeert na jaren de forel terug te krijgen in het riviertje, maar wordt daarin tegengewerkt door het steeds deels droog staan van deze waterweg.